# بولسواو (شهرستان دانبرووا)
بولسواو (به لهستانی:  Bolesław) یک روستا در لهستان است که در گمینا بولسواو (شهرستان دانبرووا) واقع شده‌است.